# Tokyo Sexwale
Mosima Gabriel "Tokyo" Sexwale, né le 5 mars 1953 à Orlando West, est un homme politique et homme d'affaires sud-africain. Ancien opposant à l'apartheid et membre de la branche armée du congrès national africain, il fut emprisonné à Robben Island au côté de Nelson Mandela. Il fut premier ministre de la province du Gauteng de mai 1994 à janvier 1998 et ministre du Logement dans le gouvernement Zuma de 2009 à 2013. Philanthrope, administrateur de la Fondation Nelson-Mandela, président du groupe Mvelaphanda, la plus importante compagnie née de la politique du black economic empowerment (une politique d'émancipation économique volontariste des populations noires), Sexwale est un rival politique de Jacob Zuma au sein du congrès national africain (ANC). 

## Biographie
Fils de Frank Sexwale, un employé de l’hôpital général de Johannesbourg qui participa en tant que volontaire à la Seconde Guerre mondiale, au sein du corps indigène (Native Military Corps) des forces armées sud-africaines engagées contre l'Afrikakorps, Tokyo Sexwale passa une enfance difficile à Soweto. De sa jeunesse, il garde le surnom de « Tokyo » du fait de son intérêt alors poussé pour la pratique du karaté.  
Engagé précocement dans la lutte politique contre l'apartheid, il rejoint dès l'âge de 18 ans une cellule clandestine de l'ANC. À la fin des années 1960 et au début des années 1970, il est un ardent défenseur de la Conscience noire et un dirigeant du mouvement des étudiants sud-africains ( South African Student’s Movement).
En 1975, alors qu'il effectue des études commerciales à l'université du Swaziland, il quitte le pays préventivement pour échapper à une arrestation du fait de ses activités politiques illicites au regard des lois du Swaziland et se rend en Union soviétique pour suivre des cours à l'académie militaire qui font de lui un expert en explosifs. Colonel au sein de Umkhonto we Sizwe, la branche armée de l'ANC, il regagne clandestinement l'Afrique du Sud après les émeutes de Soweto de 1976 mais se fait arrêter par la police sud-africaine en 1977. Condamné à dix-huit ans de prisons, il est incarcéré au pénitencier de Robben Island où il retrouve Nelson Mandela et les vétérans de l'ANC. Durant ces années d'emprisonnement, il en profite pour reprendre par correspondance ses études de commerce. Après avoir purgé 12 ans de prison, il est relâché en juin 1990 à la suite des accords de Groote Schuur signés entre le gouvernement sud-africain et le congrès national africain. Sexwale est élu en septembre 1990 au comité exécutif de l'ANC pour la région de Pretoria-Witwatersrand-Vereeniging (PWV) et prend la ta tête du département des projets spéciaux de l'ANC. En septembre 1991, il est élu président de la région PWV. 
En 1994, Sexwale devient premier ministre de la région de Pretoria-Johannesbourg (PWV), rebaptisé Gauteng l'année suivante. 
En 1998, il tente de s'imposer face à Thabo Mbeki pour prendre la direction du parti. Mais victime de rumeurs entachant sa crédibilité, Sexwale se retire de la vie politique pour se consacrer aux affaires. Il fait fortune dans les mines grâce notamment à la politique d'émancipation économique des populations noires en nouant des partenariats avec des sociétés publiques. Ses investissements dans les mines, la santé, les services financiers, l’assurance et l’immobilier font de lui un des hommes les plus riches d'Afrique du Sud, dirigeant de plusieurs compagnies (notamment Mvelaphanda Resources) et membre de plusieurs conseils d’administration (Absa, Gold Fields, etc.). En 2007, il tente sans succès de revenir à la tête de l'ANC et à poser en candidat de compromis entre Mbeki et Jacob Zuma. 
En 2009, il intègre le gouvernement Zuma en tant que ministre chargé du Logement. Se posant en rival et successeur potentiel de Zuma, il est débarqué du gouvernement en juillet 2013.
Tokyo Sexwale est également administrateur de la Fondation Nelson-Mandela. Sa cogestion de deux fonds de gestion du patrimoine de l'ancien chef d’État sud-africain a fait l'objet en avril 2013 d'une action en justice par deux filles de Nelson Mandela, soutenue par dix-sept membres de la famille.

## Vie privée
Divorcé et père de deux enfants, Tokyo Sexwale s'est remarié en 1993 à Judy van Vuuren, une femme blanche issue d’une famille afrikaner de la classe moyenne du Cap avec laquelle il aura deux enfants. Le couple devient alors un symbole de la « nation arc-en-ciel » sud-africaine. En 2013, ils divorcent.